# Spegelporten
Spegelporten är en bok i fantasy genren skriven av Stephen R. Donaldson.
Kampen om Mordant – Första boken, gavs ut på svenska 1994 av Bokförlaget Natur och Kultur Legenda). Översättning av Karin Malmsjö-Lindelöf. Amerikanska originalets titel är Mordant’s Need (Book 1) - The Mirror of Her Dreams – Book I. New York 1986.
ISBN 91-27-05655-4

## Handling
Kung Joyse i de magiska speglarnas rike Mordant har fått problem. Han själv och allt han älskar hotas av den onde Vagel och av både Cadwals och Alends arméer. Från Utanför tar Cadwals in horder som gör att hela Mordant hotas av förräderi i olika gestalter.
Terisa Morgan från ett annat Utanför blir utsedd att kämpa för Mordant. Terisa är en flicka från vår värld som är van att leva i lyx och att låta andra fatta alla beslut åt henne. Hennes far har ordnat så att hon ska känna sig trygg på alla tänkbara sätt något som helt kommer att förändras, visar det sig.
En dag sker något mycket märkligt i hennes annars så enformiga och meningslösa liv. En av golvspeglarna, i hennes spegeltäckta lägenhet, visar en gestalt i stället för hennes spegelbild – en ung man i hennes egen ålder. Hon inser att det inte är en förvrängd spegelbild utan en verklig gestalt som är fången där inne någonstans. I en skur av glassplitter kommer denna gestalt in i Terisa’s liv och påbörjar hennes sällsamma äventyr som för henne till kung Joyse och landet Mordant. Hon hinner inte mer än anlända dit innan hon inser att intriger, ständiga hot och misstänksamhet är något som hör till vardagen. Ingen vet vem man kan lita på och pakter bildas och splittras för varje dag som går.